# کارسینوم سلول بازال
کارسینوم سلول بازال یا سرطان سلول بازال(به انگلیسی: Basal-cell carcinoma)، نوعی تومور بدخیم است که بیش از ۸۰ درصد تومورهای پوستی را شامل می‌شود.

## بروز
میزان بروز سالانه آن در آمریکا بین ۵۰۰ تا ۱۰۰۰ در ۱۰۰۰۰۰ نفر است

## سبب‌شناسی
- تابش آفتاب (مهمترین عامل)
- تماس مزمن با ارسنیک
- رادیوتراپی
- سرکوب دستگاه ایمنی[۲]
- سندرم خال سلول پایه‌ای(basal cell nevus syndrome)

## نوع‌ها
- شایعترین نوع آن ندولار است[۱]
- مورفه آ(Morphea)
- سطحی (superficial)
- بازواسکواموس (Basosquamous)
- رنگدانه‌دار (pigmented) (به علت حضور پیگمان ملانین در سلولهای تومورال)

## تشخیص
تشخیص قطعی با نمونه برداری و بررسی میکروسکوپی آن صورت می‌گیرد.

## درمان
- استفاده از کرم ۵ فلورواوراسیل (topical 5-fluorouracil)
- استفاده از کرم ایمیکومد (topical imiquimod)
- اکسیزیون جراحی (surgical excision)
- جراحی میکروسکوپی)
- پرتودرمانی

## نگارخانه

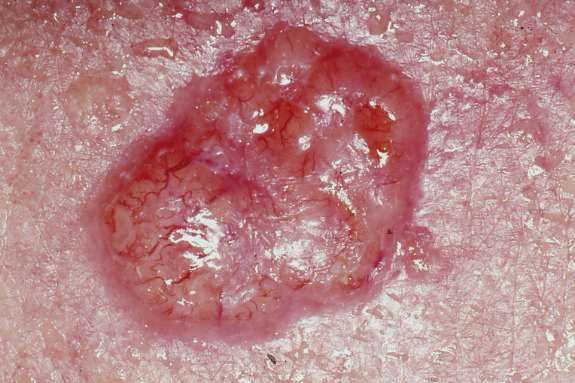
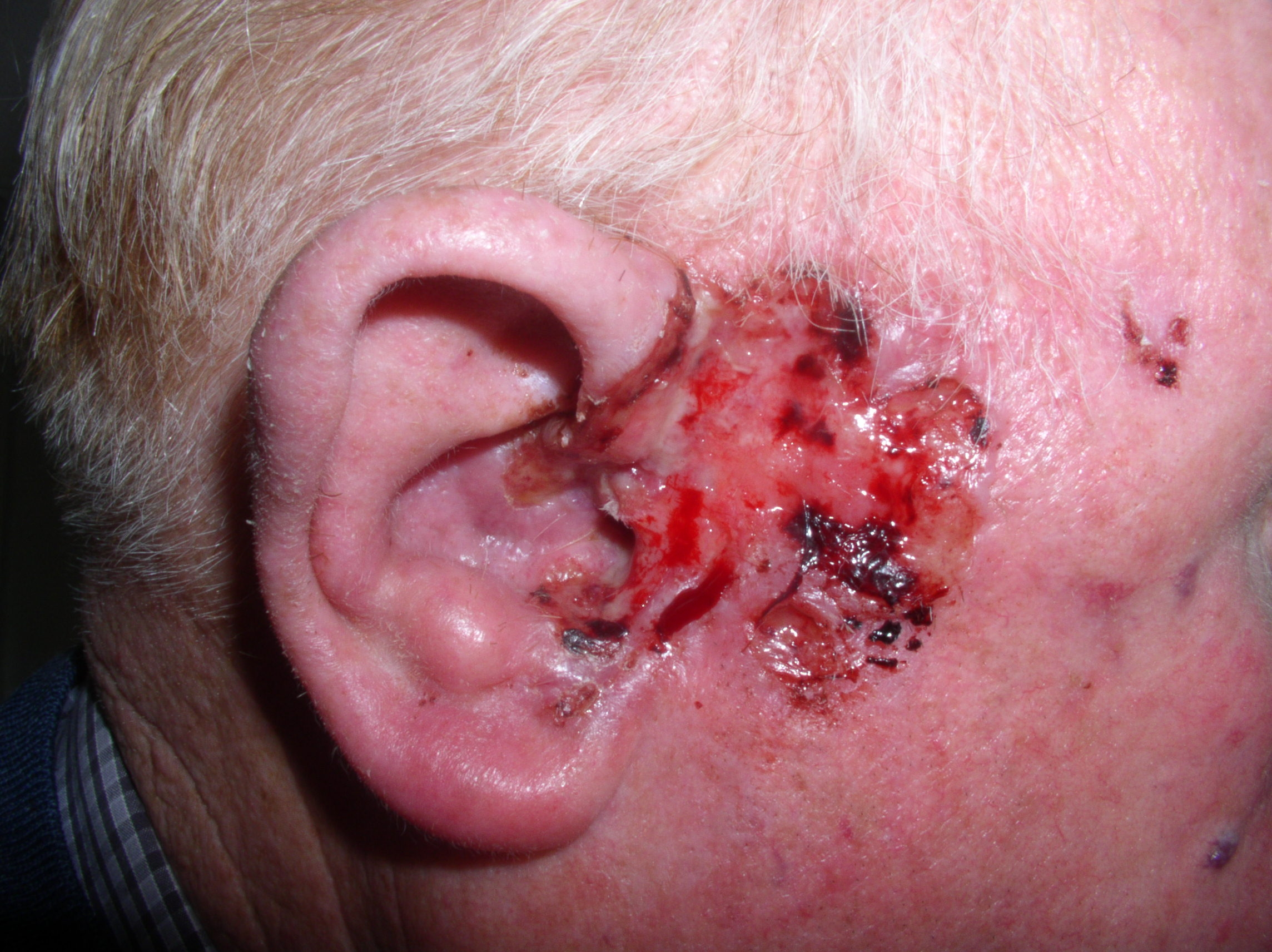
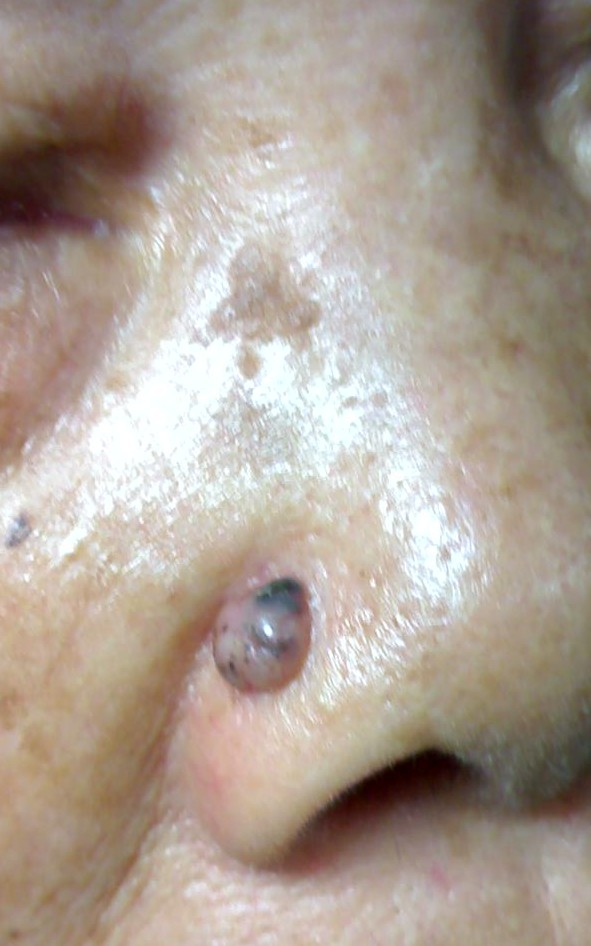